# 신도읍
신도읍(神道邑)은 지금의 고양시 덕양구 동부 지역에 있던 행정 구역이다. 1914년 고양군 하도면과 양주군 신혈면이 합쳐서 신도면이라 이름하고 고양군에 편입시켰다. 1973년 진관내리, 진관외리, 구파발리가 서울특별시에 편입되고, 남은 지역이 신도읍으로 승격하였다. 1985년 화전출장소가 화전읍으로 분리되었다. 1992년 고양군이 고양시로 승격되면서, 신도동, 효자동, 창릉동의 3개 동으로 분동되었다. 서울 사투리를 쓰는 지역이며, 이 시절부터 서울 국번을 지금까지 사용하기에 이른다.